# Verkehrsprojekte Deutsche Einheit

Verkehrsprojekte Deutsche Einheit

Verkehrsprojekte Deutsche Einheit, VDE (pol. Projekty transportowe w ramach programu „Zjednoczenie Niemiec”) – 17 programów infrastrukturalnych łączących Niemcy po zjednoczeniu, dotyczących linii kolejowych (1–9), autostrad (10–16) i dróg wodnych (17).
- VDE Nr. 2 – Linia kolejowa Berlin – Hamburg
- VDE Nr. 4 – Linia kolejowa Hannover – Berlin
- VDE Nr. 5 – Linia kolejowa Braunschweig – Magdeburg
- VDE Nr. 6 – Linia kolejowa Halle – Hann. Münden
- VDE Nr. 7 – Linia kolejowa Halle – Bebra
- VDE Nr. 8.1 – Linia kolejowa Nürnberg – Erfurt
- VDE Nr. 8.2 – Linia kolejowa Erfurt – Leipzig/Halle
- VDE Nr. 8.3 – Linia kolejowa Berlin – Halle
- VDE Nr. 9 – Linia kolejowa Leipzig – Dresden
- VDE Nr. 10 – Autostrada A20 (Niemcy)
- VDE Nr. 11 – Autostrada A2 (Niemcy), Autostrada A10 (Niemcy)
- VDE Nr. 12 – Autostrada A9 (Niemcy)
- VDE Nr. 13 – Autostrada A38 (Niemcy), Autostrada A143 (Niemcy)
- VDE Nr. 14 – Autostrada A14 (Niemcy)
- VDE Nr. 15 – Autostrada A44 (Niemcy), Autostrada A4 (Niemcy)
- VDE Nr. 16 – Autostrada A71 (Niemcy), Autostrada A73 (Niemcy)